# Wojciech Blaszyński
Wojciech Blaszyński (ur. 6 kwietnia 1806 w Chochołowie, zm. 11 sierpnia 1866 w Chochołowie) – polski duchowny katolicki, kaznodzieja, spowiednik, proboszcz w Sidzinie. Prekursor ewangelizacji poprzez osoby świeckie, budowniczy kościoła w Chochołowie.

## Życiorys

### Dzieciństwo i nauka
Jego rodzicami byli Józef Blaszyński i Rozalia z Knapczyków. Urodził się w typowej chłopskiej rodzinie jako drugie dziecko. Miał starszego brata Tomasza oraz młodszego Macieja, który zmarł w dzieciństwie. Od najmłodszych lat pomagał rodzicom na gospodarstwie. W okresie zimowym, wolnym od prac rolniczych, młody Blaszyński odwiedzał miejscowego organistę, który też był nauczycielem. Tam nauczył się czytać i pisać. W 1820 r. po długich namowach dostał pozwolenie od ojca na kontynuowanie nauki w słowackiej Trzcianie, gdzie franciszkanie uczyli bezpłatnie łaciny.
Po ukończeniu dwuletniego kursu łaciny i początków filozofii udał się do Oradea, by tam kontynuować naukę. Utrzymywał się z korepetycji i jałmużny jaką otrzymywali studenci od bogatych mieszkańców miasta. Postanowił zostać lekarzem. W 1827 r. zdał maturę. Przez kolejne dwa lata studiował filozofię. W roku 1829 wrócił do rodzinnego domu w Chochołowie. Po 9 latach nieobecności nie został rozpoznany przez własnych rodziców. Skłoniło go to do głębszego zastanowienia się nad sensem swojego życia, co zaowocowało u niego chęcią zostania kapłanem.

### Kapłaństwo
W 1829 r. został przyjęty do seminarium duchowego we Lwowie. Trzy lata teologii skończył z wynikiem bardzo dobrym, a czwarty rok z wynikiem celującym. Wraz z 17 kolegami został wyświęcony w roku 1833 przez tarnowskiego biskupa Franciszka Pisztka. Tuż przed wyświęceniem umarła jego matka Rozalia. Pierwszą parafią księdza Blaszyńskiego był Maków Podhalański. W 1836 r. został przeniesiony do Sidziny, pobliskiej wsi, która wtedy należała do makowskiej parafii. W 1838 r. Sidzina stała się samodzielną parafią. Pierwszym proboszczem w Sidzinie został Wawrzyniec Stramski. Blaszyński dalej pozostał wikariuszem.
W Sidzinie nie zaprzestał swojej intensywnej duszpasterskiej misji. Zaczął jednak dostrzegać brak możliwości dotarcia do wszystkich wiernych, spowodowany nadmiarem obowiązków i brakiem czasu. Postanowił więc skorzystać z pomocy świeckich współpracowników. Wybierał wśród swoich parafian najzdolniejszych i najbardziej gorliwych i uczył ich katechizmu oraz prawd wiary, tak aby oni mogli nauczać innych. Tym sposobem narodził się ruch zwany „sidziniarstwem”.
Sława Blaszyńskiego, jak i „Sidziniarek” (tak nazywani byli współpracownicy w ewangelizacji, głównie kobiety) sięgała daleko poza granice parafii. Jego nowatorskie, jak na owe czasy, metody ewangelizacji poprzez osoby świeckie przysporzyły mu duże grono zwolenników, jak i przeciwników, głównie wśród duchownych. Dwoma największymi przeciwnikami jego działalności ewangelizacyjnej poprzez osoby świeckie byli ks. Franciszek Ciesielski (od 1835 proboszcz w Suchej Beskidzkiej) oraz ks. Michał Klimowski (od 1863 proboszcz w Chochołowie).
Blaszyński namawiał okolicznych mieszkańców do wstępowania do powstałego w 1844 r. Bractwa Trzeźwości. Przyjmował śluby wstrzemięźliwości od napojów alkoholowych. Swoim zaangażowaniem w walkę z alkoholizmem przysporzył sobie również niechęć karczmarzy. Wiele okolicznych karczm musiało zostać zamkniętych z powodu utraty klientów.
Wielkim marzeniem Blaszyńskiego było wybudowanie kościoła w swoim rodzinnym Chochołowie. 17 marca 1853 roku odbyła się ceremonia poświęcenia kamienia węgielnego pod nową świątynię. Będąc cały czas proboszczem w Sidzinie kierował pracami budowy kościoła oraz zabezpieczał potrzebne środki materialne. Budowa kościoła napotykała na wiele trudności.
11 sierpnia 1866 r. podczas rozbierania rusztowania na budowanym w Chochołowie kościele doszło do tragicznego wypadku. Jedna z belek, spadając, nieszczęśliwie trafiła księdza Blaszyńskiego, w wyniku czego kapłan zmarł na miejscu. W pogrzebie, który odbył się 13 sierpnia, brało udział kilka tysięcy przybyłych osób.
Budowę kościoła w Chochołowie ukończono w 1886 roku. W 1938 roku szczątki ks. Wojciecha Blaszyńskiego złożono w krypcie grobowej pod kościołem.
W miejscu urodzin Blaszyńskiego urządzono izbę regionalną. Obecnie trwają starania o wyniesienie go do godności Sługi Bożego.